# Урсин, Захария
Захария Урсин (лат. Zacharius Ursinus, собственно Bär,) (* 18 июля 1534, Бреслау — † 6 марта 1583, Нойштадт) — немецкий реформатор.

## Биография
Захария Урсин родился 18 июля 1534 года в городе Бреслау.  Образование получил сначала в Виттенберге (1550-1557), где его учителем был Меланхтон. Затем в Женеве и Париже. 
В 1558 году был назначен ректором Гимназии в Бреслау, но за свои кальвинистские убеждения подвергся преследованиям со стороны лютеран и бежал в Цюрих. В 1561 году сделался профессором богословия в Гейдельбергском университете и по приглашению курфюрста пфальцского Фридриха III занялся школьным делом и церковным устройством в Пфальце в духе кальвинизма. В сотрудничестве с Олевианом Урсин составил «Гейдельбергский катехизис», принятый всеми немецкими кальвинистами.
Преемник Фридриха III, Людвиг, стал преследовать кальвинистов. Урсин был изгнан (1577) и нашел приют под защитой пфальцграфа Иоганна Казимира в городе Нойштадте, где сделался учителем.
Собрание его сочинений издано в Нойштадте в 1587 году и в Гейдельберге в 1612 году.